# Холокост в Краснопольском районе (Могилёвская область)
Холокост в Краснопо́льском районе (Могилёвская область) — систематическое преследование и уничтожение евреев на территории Краснопольского района Могилёвской области оккупационными властями нацистской Германии и коллаборационистами в 1941—1944 годах во время Второй мировой войны, в рамках политики «Окончательного решения еврейского вопроса» — составная часть Холокоста в Белоруссии и Катастрофы европейского еврейства.

## Геноцид евреев в районе
Краснопольский район Могилёвской области был полностью оккупирован немецкими войсками 15 августа 1941 года, и оккупация продлилась более двух лет — до ноября 1943 года. Нацисты включили Краснопольский район в состав территории, административно отнесённой к зоне армейского тыла группы армий «Центр». Комендатуры — полевые (фельдкомендатуры) и местные (ортскомендатуры) — обладали всей полнотой власти в районе.
Для осуществления политики геноцида и проведения карательных операций сразу вслед за войсками в район прибыли карательные подразделения войск СС, айнзатцгруппы, зондеркоманды, тайная полевая полиция (ГФП), полиция безопасности и СД, жандармерия и гестапо.
Во всех крупных деревнях района были созданы районные (волостные) управы и полицейские гарнизоны из коллаборационистов.
Одновременно с оккупацией нацисты и их приспешники начали поголовное уничтожение евреев. «Акции» (таким эвфемизмом гитлеровцы называли организованные ими массовые убийства) повторялись множество раз во многих местах. В тех населенных пунктах, где евреев убили не сразу, их содержали в условиях гетто вплоть до полного уничтожения, используя на тяжелых и грязных принудительных работах, от чего многие узники умерли от непосильных нагрузок в условиях постоянного голода и отсутствия медицинской помощи.

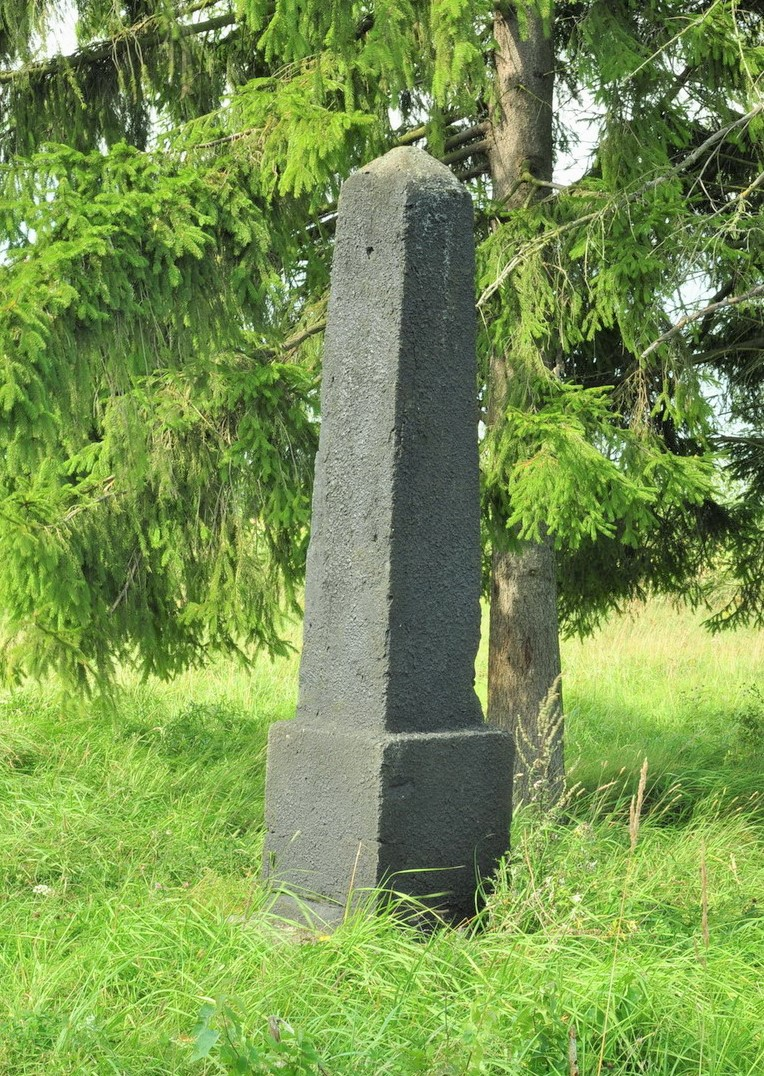
Памятник на месте расстрела евреев Краснополья в октябре 1941 года

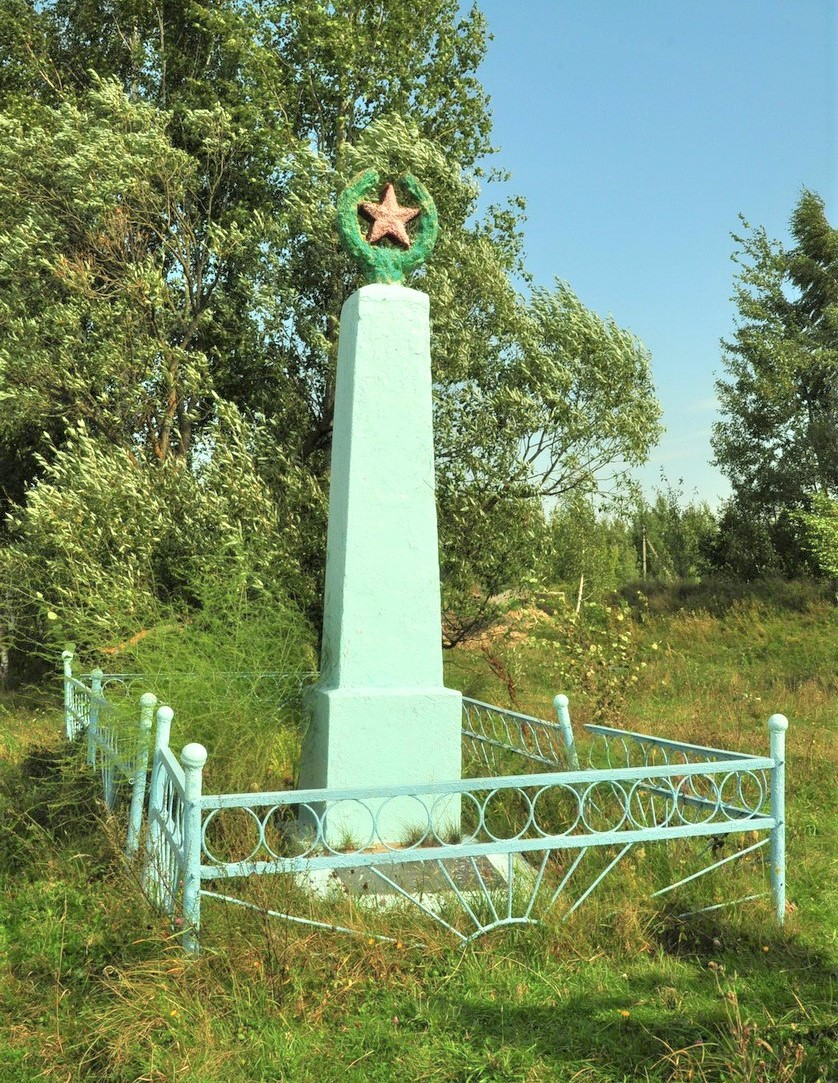
Памятник на месте расстрела евреев Краснополья в ноябре 1941 года

За время оккупации практически все евреи Краснопольского района были убиты, а немногие спасшиеся в большинстве воевали впоследствии в партизанских отрядах.
Евреев в районе убивали в Краснополье и многих других местах.

## Гетто
Оккупационные власти под страхом смерти запретили евреям снимать желтые латы или шестиконечные звезды (опознавательные знаки на верхней одежде), выходить из гетто без специального разрешения, менять место проживания и квартиру внутри гетто, ходить по тротуарам, пользоваться общественным транспортом, находиться на территории парков и общественных мест, посещать школы.
Реализуя нацистскую программу уничтожения евреев, немцы создали на территории района одно гетто — в посёлке Краснополье, где с августа по ноябрь 1941 года были замучены и убиты около 1000 евреев.

## Случаи спасения и «Праведники народов мира»
В Краснопольском районе 4 человека были удостоены почетного звания «Праведник народов мира» от израильского мемориального института «Яд Вашем» «в знак глубочайшей признательности за помощь, оказанную еврейскому народу в годы Второй мировой войны». Это Мельниковы Николай, Анастасия, Владимир и Студнева (Мельникова) Зинаида — спасшие в Краснополье Гринберг Евгению.

## Память
Опубликованы неполные списки жертв геноцида евреев в Краснопольском районе Могилёвской области.
Два памятника убитым евреям района установлены в Краснополье.